# Алі-паша Тепелєнський
Алі-паша Тепелєнський (*1740 —24 січня 1822) — політичний та військовий діяч часів Османської імперії, правитель фактично незалежної держави зі столицею в Яніні в 1788—1822 роках. Мав прізвисько «Яніна-Арслан» (Лев Яніни).

## Життєпис

### Піднесення
Походив зі знатного албанського роду. був сином Велі-бея, володаря Тепелєни, та Ганки. народився у 1740 році у селі Бечишт, поблизу Тепелєни. Його батько деякий час керував Дельвінським санджак. Після смерті Вели-бея у 1758 році становище його родини погіршилося. Інші беї захопили владу в Тепелєні. Алі, що називався тоді Алі-беєм, зайнявся розбоєм. Розбагатівши таким чином, він набрав військовий загін і з його допомогою відновив владу своєї сім'ї в Тепелєні.
На початку 1780-х роках албанці виступили проти греків та урядових військ у зв'язку з винищенням албанської громади в Морейському еялеті. На боротьбу з урядовими військами виступило кілька загонів, зокрема загін Алі-бея чисельністю близько 8 тис. вояків. Влітку 1782 року Алі-бей вів в районі Яніни успішні бої з султанськими військами Курд-паші. Відвага і військовий талант, виявлені Алі-беєм в цих боях, зробили його дуже популярним в Південній Албанії.
На початку 1784 року Алі-бея було прийнято до османського війська, надано титул паші. 1786 року призначено на посаду санджакбея Тріккали в Фессалія, 1787 року, після смерті Курд-паші, на посаду дербенджі-паші (відповідав за охорону гірських перевалів).
У 1787 році брав участь у поході урядових військ проти Махмуд-паші, що утворив на той час незалежний Шкодерський пашалик. Під час кампанії Алі-паша вступив в таємні перемовини з Махмуд-пашею, а згодом залишив військовий табір урядової армії.

### На чолі пашалика
У 1788 році остаточно став самостійним правителем Яніни, що викликало невдоволення султанського уряду. Втім війна з Російською імперією (тривала до 1791 року) відволікала основні сили та ресурси Османів, що не мали змогли спрямувати війська на придушення заколоту Алі-паші. Останній поступово розширював свої володіння. 1789 року виступив проти незалежної гірської громади Сулі. в цей час утворилася антиянінська коаліція з албанських феодалів, в яку входив Ібрагім-паша, бератський паша, Джаффар-паша, правитель Вльори, санджакбеї Гірокастри і Дельвіни. після напруженої боротьби Алі-паша завдав поразки ворогам у битві при Корчі.
Водночас з метою зміцнення внутрішнього становища сприяв упорядкуванню управління, встановленню безпеки, поліпшенню умов для християнського населення. Водночас прагнув встановити зв'язки з європейськими державами і заручитися підтримкою будь-якої з них. Шукати іноземного покровительства янінського володаря спонукала постійна загроза з боку Порти, а також бажання забезпечити свої інтереси на випадок ймовірного розпаду Османської імперії. У 1791 році на острові Калімнос відбувалися перемовини з російським генералом Василем Томарою. Не було укладено якогось договору, проте налагоджено взаємодопомогу. Це дало змогу греко-російської флотилії Ламброса Кацоніса безперешкодно отримувати з володінь Алі-паші харчі і набирати добровольців. У свою чергу, флотилія постачала Алі-паші військове спорядження.
У червні 1797 року, після захоплення французами Венеційської республіки, на Іонічних островах висадилися французькі війська. Під контроль Франції перейшла і так звана Венеційська Албанія — Бутрінт, Паргу, Превеза і Воніца — на узбережжі Південної Албанії та Епіру. Ці важливі політичні зміни не застали зненацька Алі-пашу. Ще до появи французів на Іонічних островах він послав своїх агентів в Італію до генерала Наполеона Бонапарта з пропозицією своїх послуг і з проханням про заступництво. за підтримки французів Алі-паша захопив частину Хімари, зокрема Порто-Палермо та Саранду.
У 1798 році, скориставшись тим, що французи на чолі з Бонапартом опинилися в складній ситуації в Єгипті після поразки французького флоту у битві при Абукірі, захопив Венеційську Албанію. У 1799 році російський флот на чолі з С. Ушаковим захопив Іонічні острови, в результаті Алі-паша став таємно підтримувати французів та турків проти росіян, оскільки останні підтримували албанських феодалів Чамерії, ворогів Алі-паші. Того ж року призначається очільником еялету Румелія, проте у 1800 році втрачає цю посаду. У 1802-1803 роках знову був пашою Румелійського еялету.
У 1803 році після багаторічної війни війська Алі-паші захопили область Сулі. Це викликало невдоволення Ібрагім-паші бушаті, правителя Шкодра. У 1804 році останнього призначено валі (генерал-губернатором) Румелії. Втім, у вересні 1805 року в битві при Охриді Алі-паша зумів зупинити просування супротивника.
У 1806 році відновив перемовини з представниками Російської імперії, сподіваючись на союз в умовах нової війни Росії з Османською імперією. У 1807 році після Тільзітського миру Іонічні острови зайняли французи. Генерал Бертьє висунув вимогу Алі-паші повернути колишню Венеційську Албанію. За цих умов Алі-паша уклав союз зі Шкодерським пашаликом. Також став отримувати зброю від Великої Британії. В результаті йому вдалося відбити напад французьких військ.
У 1809 році Алі-паша захопив Бератський пашалик, а невдовзі підкорив феодалів Чамерії. У 1810 році повністю підкорено Хімару. Згодом зайнято Вльору, а після цього завдано рішучої поразки південноалбанським феодалам. В результаті захоплено Гірокастру та Кардікі. До 1812 року уся південна Албанія опинилася під владою Алі-паші. Того ж року султан Махмуд II призначив Мухтар-пашу — сина Алі-паші — правителем Берату. В захоплених областях Епіру проводив політику розселення албанських родин з метою зменшення грецького відсотку. В цей час регулярне військо Алі-паші зросло до 15 тис. осіб. З цим військом 1812 року Алі-паша планував захопити Шкодерський пашалик, де почалася боротьба за владу.
У 1812 році після завершення війни з Російською імперією султан Махмуд II розпочав заходи з відновлення влади на Балканському півострові. До 1814 року придушено заворушення сербів, більшості албанських феодалів. Не підкореними залишилися Шкодерський та Янінський пашалики. Втім, до 1820 року султан лише нарощував сили. В цей час Алі-паша намагався отримати підтримку однієї з європейських країн. Водночас зміцнював фортеці та озброював війська. При цьому намагався дипломатичними заходами відвернути війну, номінально визнавши владу султана, спрямувавши значні подарунки, але не відмовився від влади. У 1815—1816 роках Росія та Велика Британія відмовилися від підтримки Алі-паші, перестали поставляти його зброю та військове спорядження.
У червні 1820 року з трьох боків у володіння Алі-паші вдерлися османські війська на чолі із Хуршид-пашею. Більшість фортець та військ майже не чинило спротив. В результаті протягом 3 місяців Алі-паша втратив майже усі володіння. Він опинився в облозі в Яніні. Тут чинив відчайдушний спротив. В результаті в південній Албанії почалося антитурецьке повстання на чолі із Зюлюфтаром Пода, що намагався пробитися до Яніни. Зрештою 1822 року після 17-місячної облоги Яніну було захоплено, а 24 січня того ж року Алі-пашу страчено.